# Cantiere navale Picchiotti
Il cantiere Picchiotti è uno stabilimento di costruzioni navali di antichissime tradizioni che ha sede nel cuore di Viareggio.
Il cantiere è stato impiantato nel 1575 a Limite sull'Arno ed è stato per tutto il XIX secolo e nei primi del novecento uno dei più rinomati d'Italia, trasferendosi in seguito a Viareggio, diventando un punto di riferimento della cantieristica italiana. Dai suoi scali sono uscite navi di ogni genere, dai velieri alle navi militari per la Marina Militare italiana e per marine estere, fino alle imbarcazioni sportive e per la nautica da diporto.
Negli anni cinquanta sono stati costruiti per la Marina Militare italiana su commessa NATO con i fondi del M.D.A.P. alcuni dragamine della classe Agave e della classe Aragosta.
All'inizio degli anni novanta il cantiere Picchiotti è stato acquisito dal gruppo Perini Navi che ne ha assorbito tradizioni ed esperienze.